# Девід Праттон
Девід Праттон (англ. David Prutton, нар. 12 вересня 1981, Кінгстон-апон-Галл) — англійський футболіст, що грав на позиції півзахисника.
Виступав, зокрема, за клуби «Ноттінгем Форест», «Саутгемптон» та «Лідс Юнайтед», а також молодіжну збірну Англії.

## Клубна кар'єра
Народився 12 вересня 1981 року в місті Кінгстон-апон-Галл. Вихованець футбольної школи клубу «Ноттінгем Форест». Дорослу футбольну кар'єру розпочав 1998 року в основній команді того ж клубу, в якій провів п'ять сезонів, взявши участь у 143 матчах Першого дивізіону, другої за рівнем ліги Англії. Більшість часу, проведеного у складі «Ноттінгем Форест», був основним гравцем команди.
31 серпня 2003 року, в останній день трансферного вікна, англієць був куплений «Саутгемптоном», який тоді виступав у Прем'єр-лізі, за 2,5 мільйона фунтів стерлінгів. Праттон був універсальним гравцем, грав у півзахисті та на позиції правого захисника у клубі, і, незважаючи на те, що він був дуже важливим гравцем у сезоні 2002/03 років, він змушений був пропустити фінал Кубка Англії, оскільки зіграв у турнірі за «Ноттінгем Форест» проти «Вест Гема» в третьому турі. Без Девіда «святі» програли фінал «Арсеналу» 0:1 і не здобули трофей.
26 лютого 2005 року у матчі чемпіонату проти «Арсеналу» Девід отримав червону картку за фол проти Робера Піреса. У пориві емоцій англієць відштовхнув арбітра, в результаті чого був дискваліфікований на десять матчів і повинен був заплатити штраф у розмірі шести тисяч фунтів. Без Праттона команда виступала не так вдало і він повернувся до гри в останньому матчі сезону проти «Манчестер Юнайтед», який «Саутгемптон» повинен був виграти, щоб залишитися в Прем'єр-лізі. Втім матч завершився перемогою «червоних дияволів» з рахунком 2:1, в результаті якої «Саутгемптон» вилетів у Чемпіоншип.
У вересні 2005 року англієць зламав плеснову кістку, через що вибув з гри на кілька місяців. Відновившись від травми, Праттон втратив місце в стартовому складі і почав шукати нову команду. Зрештою він був орендований рідним «Ноттінгем Форестом» в зимове трансферне вікно, де і дограв сезон.
8 серпня 2007 року Праттон підписав контракт з «Лідс Юнайтед». Свій перший гол за нову команду англієць забив 22 вересня у матчі проти «Суонсі Сіті» (2:0), коли «Лідс» здобув сьому перемогу поспіль. Всього у сезоні 2007/08 Праттон провів 41 матч і забив один гол, кілька разів визнаючись найкращим гравцем матчу, а «Лідс» дійшов до фіналу плей-оф за право підвищення, але програв «Донкастер Роверз» з рахунком 0:1 і не вийшов у Чемпіоншип. Після призначення Саймона Грейсона на посаду головного тренера «Лідс Юнайтед», Праттон втратив місце в основі і надалі нечасто виходив на поле.
В результаті 26 січня 2010 року Праттон був відданий в оренду у «Колчестер Юнайтед» на місяць. Він забив гол під час свого дебютного матчу в чемпіонаті проти «Мілтон-Кінз Донз», а вже 1 лютого півзахисник розірвав контракт з «Лідсом» і на постійній основі перебрався в «Колчестер», уклавши контракт до кінця сезону.
Протягом сезону 2010/11 захищав кольори клубу «Свіндон Таун» у Першій лізі, а після того як команда вилетіла до Другої ліги 24 травня 2011 року підписав контракт з «Шеффілд Венсдей». Там Праттон відразу став основним гравцем і допоміг команді за підсумками сезону 2011/12 посісти 2 місце та вийти до Чемпіоншипу. Втім, після підвищення футболіст став рідше виходити на поле і був відданий в оренду у «Сканторп Юнайтед», а 27 березня 2014 року перейшов на правах оренди до іншої команди Першої ліги «Ковентрі Сіті» до кінця сезону 2013/14, після чого завершив кар'єру.

## Виступи за збірну
Протягом 2000—2003 років залучався до складу молодіжної збірної Англії, з якою взяв участь у молодіжному чемпіонаті Європи 2002 року, де англійці посіли останнє місце в групі. Всього на молодіжному рівні зіграв у 25 офіційних матчах.

## Статистика
| Клуб              | Сезон   | Чемпіонат       | Чемпіонат | Чемпіонат | Кубок | Кубок | Кубок ліги | Кубок ліги | Інше[A] | Інше[A] | Всього | Всього |
| Клуб              | Сезон   | Ліга            | Ігор      | Голів     | Ігор  | Голів | Ігор       | Голів      | Ігор    | Голів   | Ігор   | Голів  |
| ----------------- | ------- | --------------- | --------- | --------- | ----- | ----- | ---------- | ---------- | ------- | ------- | ------ | ------ |
| Ноттінгем Форест  | 1998–99 | Прем'єр-ліга    | 0         | 0         | 0     | 0     | 0          | 0          | 0       | 0       | 0      | 0      |
| Ноттінгем Форест  | 1999–00 | Перший дивізіон | 34        | 2         | 3     | 0     | 2          | 0          | 0       | 0       | 39     | 2      |
| Ноттінгем Форест  | 2000–01 | Перший дивізіон | 42        | 1         | 0     | 0     | 2          | 0          | 0       | 0       | 44     | 1      |
| Ноттінгем Форест  | 2001–02 | Перший дивізіон | 43        | 3         | 1     | 0     | 2          | 0          | 0       | 0       | 46     | 3      |
| Ноттінгем Форест  | 2002–03 | Перший дивізіон | 24        | 1         | 1     | 0     | 1          | 0          | 0       | 0       | 26     | 1      |
| Всього            | Всього  | Всього          | 143       | 7         | 5     | 0     | 7          | 0          | 0       | 0       | 155    | 7      |
| Саутгемптон       | 2002–03 | Прем'єр-ліга    | 12        | 0         | 0     | 0     | 0          | 0          | 0       | 0       | 12     | 0      |
| Саутгемптон       | 2003–04 | Прем'єр-ліга    | 27        | 1         | 1     | 0     | 2          | 0          | 0       | 0       | 30     | 1      |
| Саутгемптон       | 2004–05 | Прем'єр-ліга    | 23        | 1         | 3     | 0     | 2          | 1          | 0       | 0       | 28     | 2      |
| Саутгемптон       | 2005–06 | Чемпіоншип      | 17        | 0         | 2     | 1     | 1          | 0          | 0       | 0       | 20     | 1      |
| Саутгемптон       | 2006–07 | Чемпіоншип      | 3         | 1         | 1     | 0     | 0          | 0          | 0       | 0       | 4      | 1      |
| Всього            | Всього  | Всього          | 82        | 3         | 7     | 1     | 5          | 1          | 0       | 0       | 94     | 5      |
| Ноттінгем Форест  | 2006–07 | Перша ліга      | 12        | 2         | 0     | 0     | 0          | 0          | 1       | 0       | 13     | 2      |
| Лідс Юнайтед      | 2007–08 | Перша ліга      | 45        | 4         | 0     | 0     | 2          | 0          | 2       | 0       | 49     | 4      |
| Лідс Юнайтед      | 2008–09 | Перша ліга      | 16        | 0         | 1     | 0     | 1          | 0          | 2       | 0       | 20     | 0      |
| Лідс Юнайтед      | 2009–10 | Перша ліга      | 6         | 0         | 0     | 0     | 0          | 0          | 3       | 0       | 9      | 0      |
| Всього            | Всього  | Всього          | 67        | 4         | 1     | 0     | 3          | 0          | 7       | 0       | 78     | 4      |
| Колчестер Юнайтед | 2009–10 | Перша ліга      | 19        | 3         | 0     | 0     | 0          | 0          | 0       | 0       | 19     | 3      |
| Свіндон Таун      | 2010–11 | Перша ліга      | 41        | 3         | 3     | 0     | 1          | 0          | 1       | 0       | 46     | 3      |
| Шеффілд Венсдей   | 2011–12 | Перша ліга      | 25        | 2         | 2     | 0     | 0          | 0          | 1       | 0       | 28     | 2      |
| Шеффілд Венсдей   | 2012–13 | Чемпіоншип      | 22        | 0         | 1     | 0     | 0          | 0          | 0       | 0       | 23     | 0      |
| Шеффілд Венсдей   | 2013–14 | Чемпіоншип      | 9         | 1         | 0     | 0     | 1          | 0          | 0       | 0       | 10     | 1      |
| Всього            | Всього  | Всього          | 56        | 2         | 3     | 0     | 1          | 0          | 2       | 0       | 66     | 2      |
| Сканторп Юнайтед  | 2012–13 | Перша ліга      | 13        | 0         | 0     | 0     | 1          | 0          | 1       | 0       | 15     | 0      |
| Coventry City     | 2013–14 | Перша ліга      | 8         | 0         | 0     | 0     | 0          | 0          | 0       | 0       | 8      | 0      |
| Загалом           | Загалом | Загалом         | 441       | 25        | 19    | 1     | 18         | 1          | 11      | 0       | 489    | 27     |